# سيزار روجاس
سيزار روجاس (بالإسبانية: César Rojas)‏ هو دراج كوستاريكي، ولد في 23 مارس 1988.

## وصلات خارجية
- سيزار روجاس على موقع أرشيف الدراجات (الإنجليزية)
- سيزار روجاس على موقع إحصائيات الدراجات الإحترافية (الإنجليزية)
- سيزار روجاس على موقع نسبة الدراجات (الإنجليزية)